# Conrad Homfeld
Conrad Homfeld (Pinehurst (Carolina do Norte), 25 de dezembro de 1951) é um ginete estadunidense, especialista em saltos, campeão olímpico. 

## Carreira
Conrad Homfeld representou seu país nos Jogos Olímpicos de 1984, na qual conquistou a medalha de ouro nos salto por equipes em 1984.